# Ermita de Sant Sebastià i Calvari (la Pobla de Vallbona)
L'ermita de Sant Sebastià de la Pobla de Vallbona va ser construïda a la fi del segle xix. És Bé de Rellevància Local amb identificador nombre 46.11.202-003.
L'ermita està orientada d'Est a Oest, tenint la seua porta d'entrada en la part sud, sent de fusta; els relleus de les cantonades i sostre són de forma ogival. A l'esquerra de la porta de l'església i mirant a l'est, es troba la casa de l'ermità, que queda adossada en la seua part nord a l'oest de l'ermita.
L'altar major es troba en la seua part est i damunt de la taula de sacrificis hi ha una pintura mural representant a Sant Sebastià lligat a un arbre, un angelet dipositant un ram de llorer en el cap del Sant. La pintura és de manera natural quant a l'ample i l'alt. Aquest quadre va ser pintat pel pintor-decorador Benjamín Biot, natural de Meliana, l'any 1945.
En la façana i damunt de la porta d'entrada, una mica a la seua esquerra, està la campaneta, sostinguda per dos diminuts pilars, i sostre també de forma ogival.
Des de temps immemorials, el 20 de gener té lloc la pujada del sant a l'Ermita de Sant Sebastià, la Pujà del Sant.